# 川崎ビーチスポーツクラブ
一般社団法人川崎ビーチスポーツクラブ（かわさきビーチスポーツクラブ）は、日本のビーチバレークラブである。2013年に世界で世界で活躍するトップアスリートを育てることを目標に設立。川崎マリエンビーチバレーコートを拠点とする。理事長はアトランタオリンピック日本代表の瀬戸山正二。

## 所属選手
- 村上斉
- 藤井桜子
- 坂口佳穂